# Петроковский уезд
Петроковский уезд — административная единица в составе Петроковской губернии Российской империи, существовавшая c 1837 года по 1919 год. Административный центр — город Петроков.

## История
Уезд образован в 1837 году в составе Мазовецкой губернии. С 1844 года — в составе Варшавской губернии, с 1867 года — во вновь образованной Петроковской губернии. В 1919 году преобразован в Пётркувский повят Лодзинского воеводства Польши.

## Население
По переписи 1897 года население уезда составляло 153 687 человек, в том числе в городе Петроков — 31 182 жит.

### Национальный состав
Национальный состав по переписи 1897 года:
- поляки — 120 298 чел. (78,3 %),
- евреи — 18 241 чел. (11,9 %),
- немцы — 11 076 чел. (7,2 %),
- русские — 2820 чел. (1,8 %),

## Административное деление
В 1913 году в состав уезда входило 21 гмин: 
| - Белхатувек — пос. Белхатув, - Богуславице — пос. Вольборж, - Буйны — д. Буйны, - Вадлев — д. Вадлев, - Возинки — д. Возинки, - Голеше — д. Голеше, - Горжковице — д. Горжковице, | - Грабица — д. Грабица, - Каменск — п. Каменск, - Клещов — д. Клещов, - Клюки — д. Клюки, - Кржижанов — д. Милеев, - Ленкава — пос. Грохомце, - Ленчно — пос. Сулеев, | - Паржневице — д. Паржневице, - Подолин — д. Сроцк, - Ренчно — д. Ренчно, - Роспржа — пос. Роспржа, - Ущик — ф. Старостово-Бугай, - Хабелице — д. Хабелице, - Шидлов — д. Шидлов. |